# Gustave Jaccard
Gustave Jaccard (* 11. Juni 1809 in Sainte-Croix; † 31. Januar 1881 in Lausanne, reformiert, heimatberechtigt in Lausanne) war ein Schweizer Politiker (Liberale), Rechtsanwalt und Redakteur.

## Biografie
Gustave Jaccard kam am 11. Juni 1809 in Sainte-Croix als Sohn des Notars David Jaccard und der Marie-Henriette ebenfalls geborene Jaccard zur Welt. Jaccard, Mitglied der Studentenverbindung Belles-Lettres, absolvierte ein Studium der Rechte an der Akademie von Lausanne.
In der Folge leitete Jaccard von 1835 bis zu seinem Tod ein Anwaltsbüro in Lausanne. Zudem war er von 1842 bis 1846 sowie 1858 bis 1881 als Kantonsrichter, davon 1860 bis 1872 als Präsident, eingesetzt. Überdies wirkte er von 1845 bis 1847 als Redakteur der Zeitung L'Indépendant, von 1852 bis 1856 der Gazette de Lausanne sowie 1856 bis 1961 der Gazette vaudoise.
Gustave Jaccard war mit Agathe-Elisabeth, der Tochter des Lausanner Goldschmieds Marc Gely, verheiratet. Er verstarb am 31. Januar 1881 71-jährig in Lausanne.

## Politischer Werdegang
Als Parteimitglied der Liberalen sass Gustave Jaccard in den Jahren 1836 bis 1842 und 1845 bis 1858 im Waadtländer Grossrat. Darüber hinaus nahm er für den Kanton zwischen  1854 und 1855 Einsitz in den Ständerat. Zuletzt war er 1861 im Verfassungsrat vertreten.